# Dinastia Wettin

Grande stemma del Regno di Sassonia

La Casata di Wettin, dal nome Witzel  modificatosi nel tempo, fu una dinastia tedesca di conti, duchi, principi elettori (Kurfürsten) e re che governarono l'area corrispondente allo Stato della Sassonia per più di ottocento anni. Discendenti della Casata di Wettin, in varie epoche, ascesero ai troni di Gran Bretagna, Portogallo, Bulgaria, Polonia, Sassonia e Belgio; di questi, solo la linea belga (Sassonia-Coburgo-Gotha) regna ancora direttamente mentre quella britannica (la Casa reale di Windsor) è propriamente dal 2022 (dopo la morte della regina Elisabetta II e l'ascesa al trono di suo figlio Carlo III) un ramo del Casato degli Oldenburg.

## Storia

### Origini
Il più antico personaggio della Casata di Wettin è Teodorico († 982), tuttavia alcune ipotesi vogliono che Teodorico sia discendente di Burcardo di Turingia oppure che il conte nell'Harzgau Volkmar I sia un suo antenato. Servì il margravio di Meißen Ricdago, definito da Tietmaro come un parente da parte di padre. Dedi, figlio di questo, è designato da Tietmaro come appartenente al casato dei Bucconi (in tedesco Bucconen), nome derivante da Bucco/Burcardo, margravio tra l'892 e il 908 della Marca dei Sorbi.
Attorno al 1000 la famiglia acquistò, come parte dei territori tedeschi conquistati nelle terre degli Slavi, quello che sarebbe divenuto il castello di Wettin, da cui presero il nome. Il castello si trova a Wettin nell'Hosgau presso il fiume Saale. Attorno al 1030, la famiglia dei Wettin ricevette la Marca orientale sassone come ricompensa per i servigi prestati all'impero.
La permanenza dei Wettin nei territori degli Slavi spinse l'imperatore Enrico IV a investirli anche della Marca di Meißen, come ricompensa, nel 1089. La famiglia divenne sempre più potente durante il Medioevo, ereditando il langraviato di Turingia nel 1263, e venne investita del Ducato di Sassonia nel 1423 con la dignità di principi elettori del Sacro Romano Impero.
La famiglia si divise in due linee nel 1485 quando i figli di Federico II di Sassonia conclusero che venti anni di governo comune avevano avuto poco successo. Il figlio maggiore, Ernesto di Sassonia, ricevette la carica di principe elettore e stabilì la sua sede a Wittenberg, mentre il fratello più giovane, Alberto III di Sassonia, governò le proprie terre da Dresda. La Sassonia venne quindi divisa in Sassonia Elettorale (che comprendeva sostanzialmente la Turingia), retta dalla "linea Ernestina", e la Sassonia Ducale (che comprendeva sostanzialmente la moderna Sassonia), governata dalla "linea Albertina".
L'eredità delle due linee assunse caratteristiche differenti.

### Linea Albertina
La linea Albertina si concentrò nel mantenere l'unità della Sassonia, preservandola come simbolo del potere della famiglia nella regione e assegnando solo piccole porzioni di territorio ai rami cadetti della famiglia come appannaggio. La linea Albertina governò la Sassonia (1547–1806), la Confederazione polacco-lituana (1697–1763) e nuovamente la Sassonia (1806–1918), detenendo inoltre il Ducato di Varsavia (1807–1814) dopo che l'invasione russa aveva reso la Polonia un protettorato russo. Durante le guerre napoleoniche la linea Albertina perse circa il 40% delle proprie terre a favore della Prussia.

### Linea Ernestina

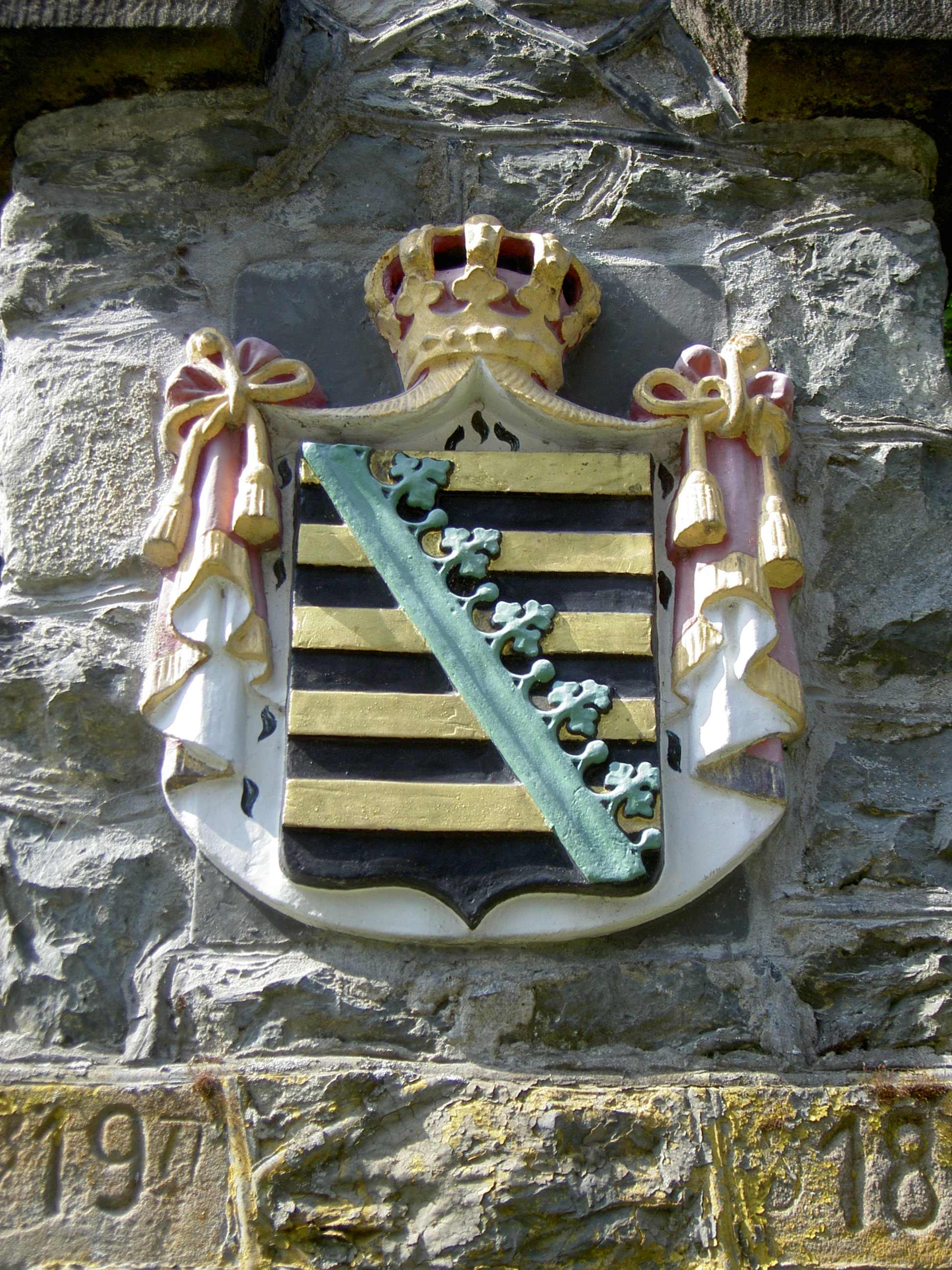
Stemma dei Duchi ernestini di Sassonia

La linea Ernestina divise fin dall'inizio i propri territori, creando un piccolo insieme di Stati definiti "Ducati ernestini" in Turingia. Inoltre, negli anni quaranta del XVI secolo, quasi metà delle terre della linea Ernestina passarono alla linea Albertina per intervento di Carlo V d'Asburgo, contro la crescita del protestantesimo. Alla fine della disputa la linea Albertina possedeva quasi i tre quarti delle terre della casata di Wettin.

## La Casata di Sassonia-Coburgo-Gotha

Stemma del Casato di Sassonia-Coburgo-Gotha

La linea Ernestina maggiore perse l'elettorato in favore dell'Albertina nel 1547, ma mantenne i propri possedimenti in Turingia, dividendo l'area in numerosi Stati. Uno di questi fu il Ducato di Sassonia-Coburgo-Gotha, la cui famiglia regnante fornì le case reali di paesi come il Belgio (dal 1831) e la Bulgaria (dal 1887 al 1946) nonché i principi consorti di Portogallo e Regno Unito (Alberto di Sassonia-Coburgo-Gotha, marito della regina Vittoria d'Inghilterra) e l'imperatrice consorte del Messico (Carlotta del Belgio).

## Lista di famiglie, sub-casate e rami della Casa di Wettin attraverso le loro discendenze
- Margravi di Meißen
- Duchi di Sassonia
- Langravi di Turingia
- Elettori di Sassonia
- Duchi di Sassonia-Coburgo
- Duchi di Sassonia-Altenburg (prima linea di Altenburg)
- Duchi di Sassonia-Weimar
- Duchi di Sassonia-Eisenach
- Duchi di Sassonia-Gotha
- Duchi di Sassonia-Gotha-Altenburg (seconda linea di Altenburg)
- Duchi di Sassonia-Meiningen
- Duchi di Sassonia-Hildburghausen, poi Duchi di Sassonia-Altenburg (terza linea di Altenburg)
- Re e Regine del Regno Unito (Casato di Windsor)
- Principi di Sassonia-Coburgo-Kohary
- Re del Portogallo
- Re di Bulgaria
- Re del Belgio
- Duchi di Sassonia-Dresda
- Re di Sassonia
- Duchi di Sassonia-Zeitz
- Duchi di Sassonia-Merseburg
- Duchi di Sassonia-Weissenfels
- Duchi di Lussemburgo
- Duchi di Sassonia-Landsberg
- Re di Polonia
- Grande Principe del Principato di Varsavia.